# Odpowiedzialność gwarancyjno-repartycyjna
Odpowiedzialność gwarancyjno-repartycyjna – inaczej odpowiedzialność w ramach ubezpieczeń. Pojawia się ona w Kodeksie cywilnym a w szczególności w przepisach szczególnych to jest prawo ubezpieczeniowe, jako współuczestnictwo potencjalnych sprawców szkód i osób nimi zagrożonych w tworzeniu ogólnego funduszu z którego wypłaca się odpowiednie odszkodowania.